# Mauritz de Haas

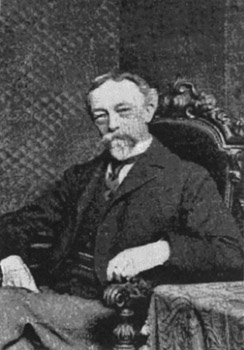
Mauritz de Haas circa 1870

Mauritz Frederik Hendrik de Haas (* 12. Dezember 1832 in Rotterdam; † 23. November 1895 in New York) war ein niederländisch-amerikanischer Marinemaler.
Zu seinem Namen gibt es neben Mauritz Frederik Hendrik de Haas weitere Schreibweisen wie Maurits Frederik de Haas, Maurice F. H. de Haas, Maurice Frederic Henri de Haas, Mauritz Frederick Hendrick De Haas, Maurice Frederick Hendrick de Haas sowie Kombinationen mit Abkürzungen seines Vornamens.

## Leben und Schaffen
Mauritz de Haas war das jüngste der fünf Kinder von Jan und Marie Petronella de Haas. Seine Geschwister waren Jan, Schiffsingenieur in der niederländischen Marine, Jacques, Violinist und Komponist, William F., Landschaftsmaler, sowie Marie Petronella und Mauritz. Bereits im frühen Alter zeigte er Interesse an der Seefahrt und erhielt nach dem frühen Tod des Vaters Malunterricht von Louis Meijer, einem bekannten Marinemaler.

### Ausbildung und frühe Jahre
De Haas absolvierte seine künstlerische Ausbildung an der Akademie für bildende Künste zu Rotterdam und später an der Akademie der Bildenden Künste in Den Haag. Er war Schüler von Johannes Bosboom. Im Anschluss an das Studium verbrachte er von 1851 bis 1852 ein Jahr in London und studierte dort zeitgenössische englische Aquarell-Malerei.
Bereits früh konzentrierte sich de Haas auf Marinemalerei. Die Motive für seine Gemälde fand er während seiner zahlreichen Reisen zur und entlang der Küste sowie auf Schiffen: Während seiner Zeit in London etwa zum Englischen Kanal, an die Nordküste Englands und Schottlands sowie an die französische Atlantikküste und die Insel Jersey. Im Jahr 1858 nahm er zudem an einer Reise mit der britischen Fregatte Evertsen an die amerikanische Ostküste teil.
Im Jahr 1856 erwarb die niederländische Königin Sophie von Württemberg (1818–1877) das Gemälde Dutch fishing Boats von de Haas, ein Jahr später wurde er zum Maler der niederländischen Marine ernannt. 1859 heiratete er die junge Engländerin Catharine A. Millar und bekam mit ihr drei Kinder – Marie Petronella, Willemina F. und Mauritz Frederick Hendrick Junior, der ebenfalls Maler wurde.

### Umzug in die Vereinigten Staaten von Amerika
Auf Anregung des amerikanischen Geschäftsträgers in Den Haag, August Belmont, siedelte de Haas 1859 in die Vereinigten Staaten nach New York City um und blieb dort bis zu seinem Lebensende. Nach dem Umzug mietete er ein Studio in New York und konnte sich rasch etablieren. Er wurde schnell ein bekannter Maler und erhielt wichtige Aufträge. Während des Bürgerkrieges malte er auf Bestellung von Admiral David Glasgow Farragut mehrere Schiffsszenen. 1862 wurde er zum assoziierten Mitglied (ANA) der National Academy Museum and School gewählt, 1867 zum Vollmitglied (NA). Er stellte seine Aquarelle jährlich in der Akademie aus. Bereits ein Jahr zuvor, 1866, war er einer der Mitbegründer der American Watercolor Society. Zu seinen Schülern zählte unter anderem der Landschafts- und Marinemaler James Craig Nicoll (1847–1918). 
Seine Gemälde Farragut Passing the Forts at the Battle of New Orleans und The Rapids above Niagara wurden auf der Weltausstellung von 1878 in Paris ausgestellt und zählen zu den bekanntesten seiner Werke. Typisch für seine Malerei sind die Motive Szenen an den Küsten und auf den Meeren, oftmals kombiniert mit Stürmen bzw. windigem Wetter oder auch bei Mondlicht. De Haas bevorzuge die Arbeit mit Ölfarbe, nutzte jedoch auch die Aquarellmalerei. Zeitgenossen lobten seine realistische Darstellung der Natur sowie seine Kenntnisse des Schiffsbaus und der Ozeane.
Mauritz Frederik Hendrik de Haas malte bis zu seinem Tod am 23. November 1895 in New York.

## Werke (Auswahl)
- Hafeneinfahrt bei stürmischer See, Gemeindemuseum Den Haag
- Ein Dampfschiff läuft ein, Gemeindemuseum Den Haag
- Rocky Coast (Datum unbekannt)
- Die Fregatte Zr. Ms. „Rhein“ im offenen Meer, 1850, Niederländisches Marinemuseum, Amsterdam
- Segelnder Klipper, Aquarell 1856, Niederländisches Historisches Schifffahrtsmuseum
- Sunset off the Needles, 1870; St. Johnsbury Athenaeum, St. Johnsbury, Vermont
- After a Storm, 1873
- Hudson River under Moonlight, 1876
- Fishing Boats at Anchor, 1883, Fine Arts Museums of San Francisco
- A Summer Shower, ca. 1886

## Galerie

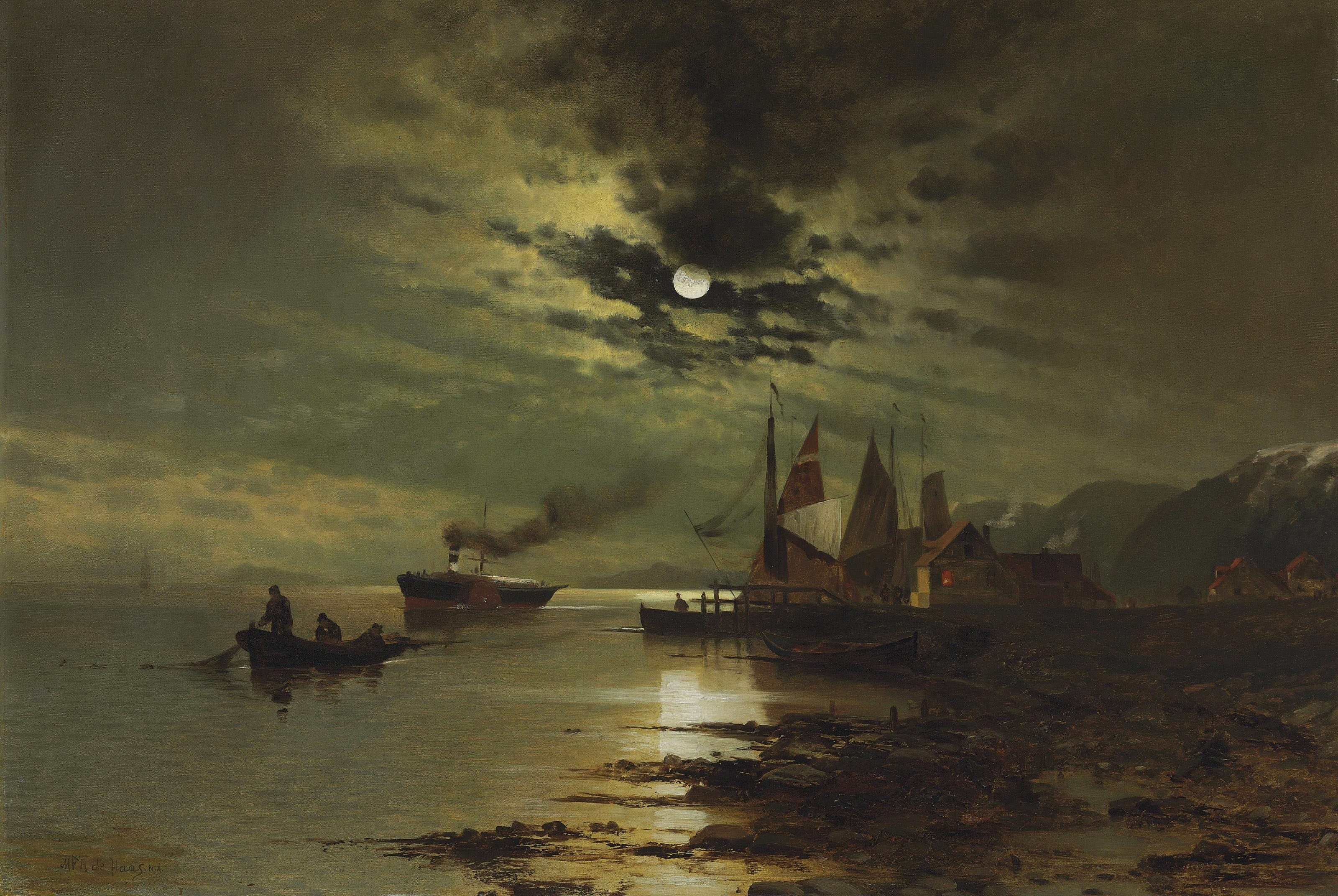
Hudson River Under Moonlight
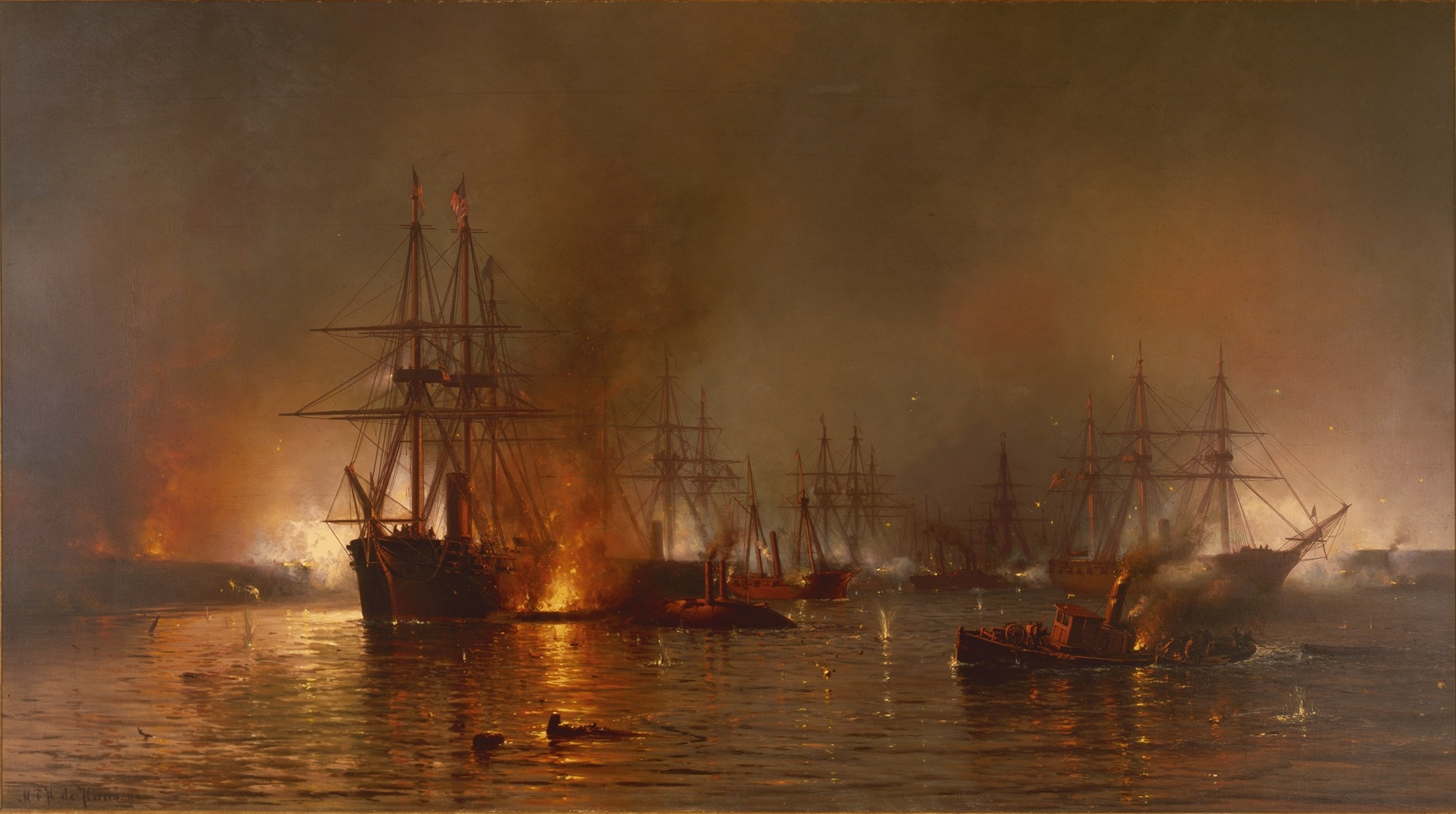
Farragut’s Fleet passing the Forts below New Orleans
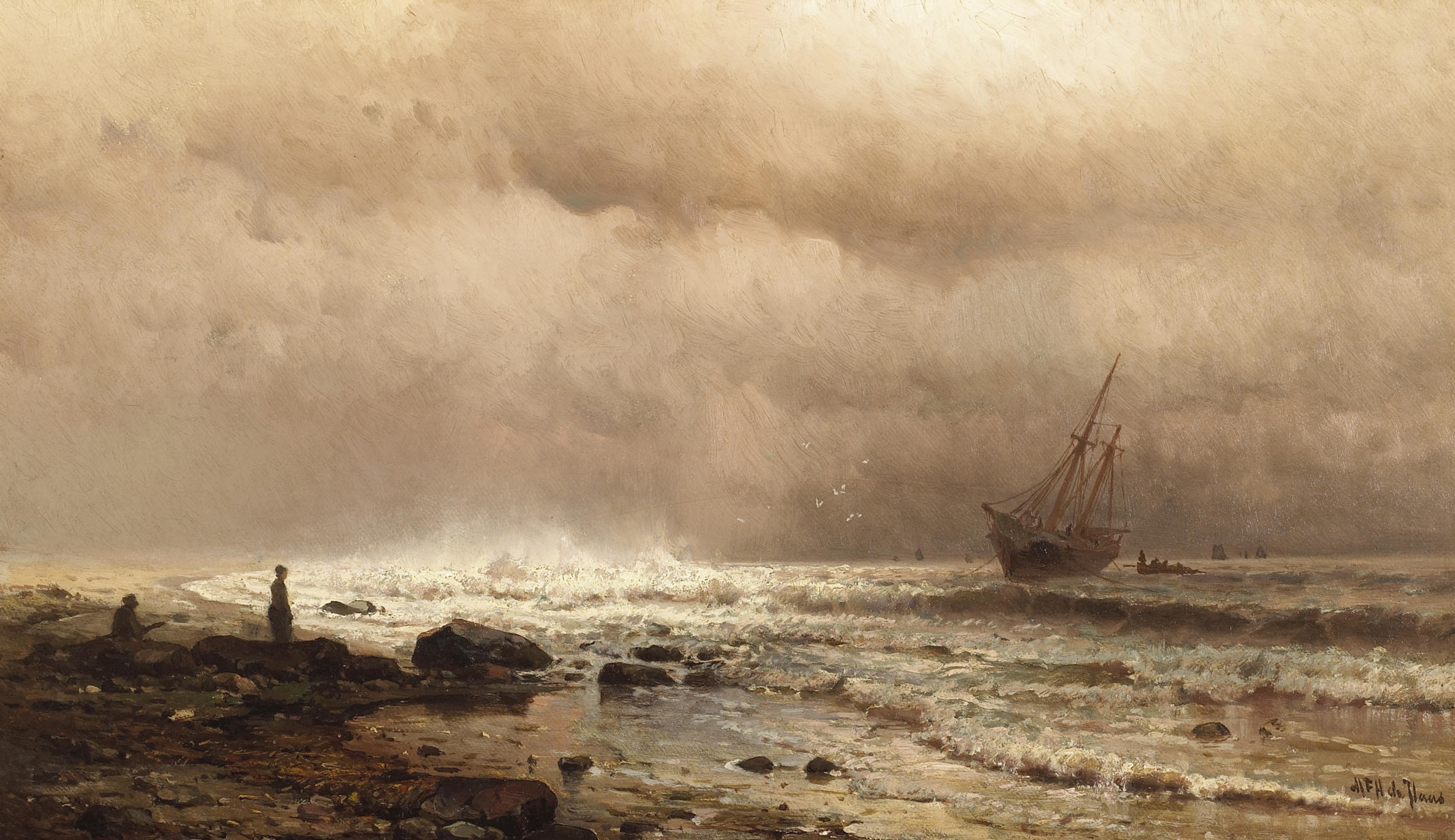
A Coastal View with Figures and a Ship at Sea
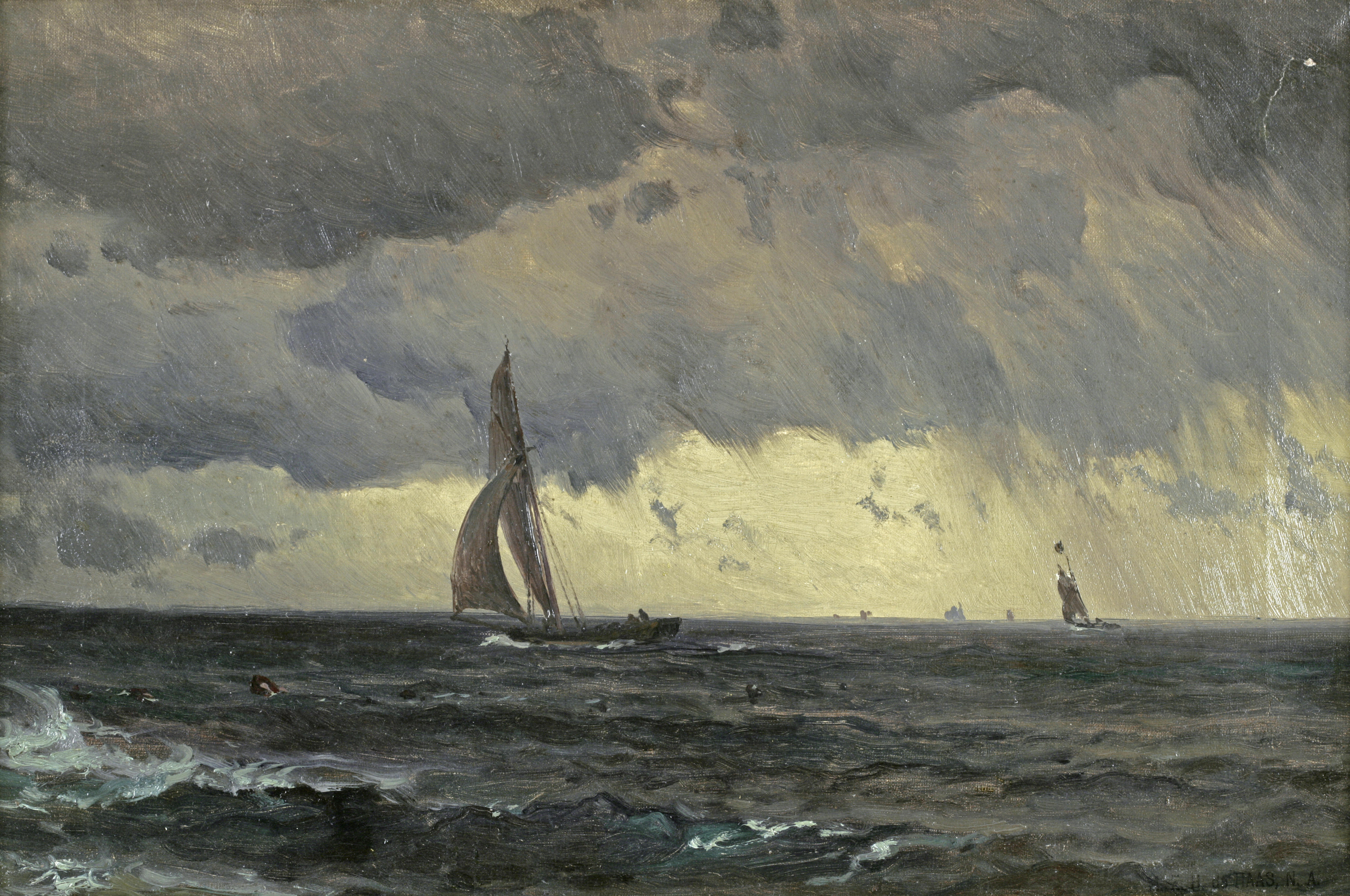
Sailing through Storms
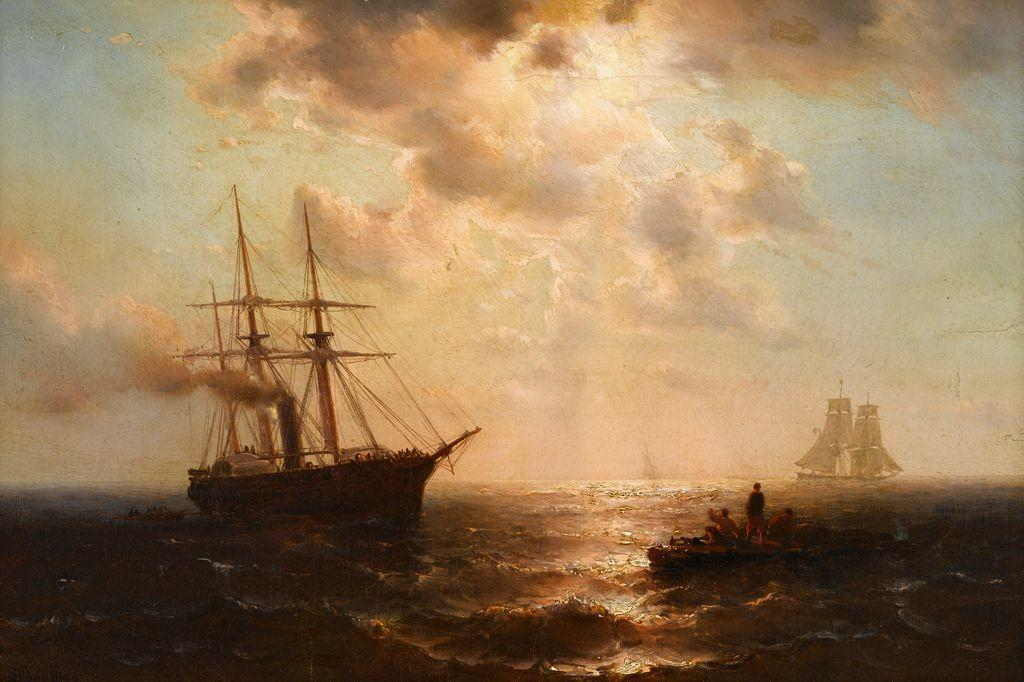
A steamship to the rescue